# Транспорт в Южна Корея
Транспортът в Южна Корея се осъществява чрез гъста мрежа от железопътни линии, магистрали, пътища и фериботи, както и въздушни коридори, които пресичат страната надлъж и нашир.
Корейските национални железници осигуряват чести връзки между основните градове на Южна Корея. Две железопътни линии към Северна Корея се свързват наново. Корейската високоскоростна железопътна линия се нарича Korea Train Express (KTX).
Главните градове имат изградено метро, включващо популярния Сеулски Метрополитен. Практически всички градове в Южна Корея са свързани чрез регионални автобусни линии.
Пътищата в Южна Корея са разделени на високоскоростни магистрали, национални пътища и различни други пътища на национално ниво с по-нисък клас. Корейската пътна корпорация оперира платените пътни артерии и обслужва местата за отдих по пътя.
Главното международно летище е Международно летище Инчхон (인천). Националните превозвачи на Южна Корея са „Корея Еър“ и „Азиана Еърлайнс“ (Korean Air и Asiana Airlines). „Корея Еър“ е една от най-големите авиокомпании в Азия с множество дестинации от/към Европа, Африка, Азия, Северна и Южна Америка от основния си център – Международното летище Инчхон (인천). Вътрешните полети се оперират от местния център – Международното летище Кимпхо (김포).